# Amongst the Catacombs of Nephren-Ka
Amongst the Catacombs of Nephren-Ka är ett studioalbum av Nile, utgivet 1998. Detta albumet blev deras genombrott inom death metal-genren.

## Låtlista
1. "Smashing the Antiu" – 2:18
2. "Barra Edinazzu" – 2:47
3. "Kudurru Maqlu" – 1:05
4. "Serpent Headed Mask" – 2:18
5. "Ramses Bringer of War" – 4:45
6. "Stones of Sorrow" – 4:17
7. "Die Rache Krieg Lied der Assyriche" – 3:13
8. "The Howling of the Jinn" – 2:34
9. "Pestilence and Iniquity" – 1:54
10. "Opening of the Mouth" – 3:39
11. "Beneath Eternal Oceans of Sand" – 4:17

## Medverkande
Musiker (Nile-medlemmar)
- Karl Sanders – sång, gitarr
- Chief Spires – sång, basgitarr
- Pete Hammoura – sång, trummor, slagverk

Bidragande musiker
- Gyuto Order Drukpa – bakgrundsrop
- Drilbu Dungkar – lårbensflöjt
- Mudflap – sång (spår 7)
- Penga Grande – sång (spår 7)
- Mahala Kapala – damaru kraniumtrumma

Produktion
- Earl Sanders – producent
- Matthew Jacobson – producent
- Bill Yurkiewicz – producent
- Bob Moore – producent, ljudtekniker
- Adam Peterson – omslagskonst